# Opstand van Espadán
De Opstand van Espadán was een Moorse opstand die in 1526 plaatsvond in de bergen van Sierra de Espadán in de Spaanse regio Valencia.

## Geschiedenis
In het jaar 1526, en na overleg met een raad van theologen, werden de bekeringen waartoe de agermanados de Moren tijdens de opstand van de Germania's (een sociale revolte van de gildes in Valencia) in 1519–1522 hadden gedwongen door keizer Karel V wettig verklaard.
Veel Moren weigerden dit te aanvaarden en zochten hun toevlucht in de Sierra de Espadán, nabij Segorbe, waar ze een koning kozen, Zelim Almanzor. In september van datzelfde jaar trokken de koninklijke troepen de bergen in en versloegen de opstandige Moren.